# مايك أونيل (ملحن)
مايك أونيل هو كاتب أغاني ومغني وملحن كندي، ولد في 1970.

## وصلات خارجية
- مايك أونيل على موقع ميوزك برينز (الإنجليزية)
- مايك أونيل على موقع أول ميوزيك (الإنجليزية)
- مايك أونيل على موقع ديسكوغز (الإنجليزية)